# Linia B metra w Buenos Aires
Linia B – linia metra w Buenos Aires, otwarta 17 października 1930. Ma długość 10,2 km i rozpoczyna się od Leandro N. Alem i kończy na Los Incas. Ostatnią stację otwarto w połowie 2003. W ostatnich latach, stwierdzono, że jest najbardziej uczęszczaną linią metra w Buenos Aires. Po otwarciu odcinka od Los Incas do centrum handlowego Villa Urquiza ta oczekuje się, że liczba pasażerów korzystających z linii wzrośnie. Była to pierwsza linia metra w Buenos Aires, której stacje wyposażone są w bramki liczące i schody ruchome. Jest to jedyna linia, która czerpie prąd elektryczny z trzeciej szyny, inaczej niż na reszcie linii. W 2009 r. na linii używano pociągów produkcji Mitsubishi z roku 1959. Czas podróży między stacjami krańcowymi wynosi 25 min. Podczas budowy stacji Leandro N. Alem znaleziono szczątki mamuta z czwartorzędu. Szczątki zostały umieszczone w Muzeum Przyrodniczym w La Plata.